# Deixa Falar
Deixa Falar foi uma agremiação carnavalesca brasileira, com sede no Rio de Janeiro. É considerada a primeira escola de samba a existir, além de ter sido a entidade criadora do termo. Ainda que a Portela, por exemplo, tenha sido fundada anteriormente, a Deixa Falar é considerada a escola de samba pioneira por ter lançado as bases do que seria uma escola de samba.
A real natureza da agremiação carnavalesca do bairro do Estácio, no Rio de Janeiro, ainda é um pouco controversa, uma vez que, entre 1929 e 1932, ainda se escrevia "escola de samba", entre as aspas, e estas ainda eram consideradas como blocos, porém com marcação diferenciada. De fato, a Deixa Falar nunca se inscreveu nos concursos desta categoria carnavalesca.
A Deixa Falar durou pouco tempo, fazendo "embaixadas" (visitas a outros redutos de samba como Mangueira, Oswaldo Cruz e Madureira) e desfilando na Praça Onze nos carnavais de 1929, 1930 e 1931, não chegando a participar do primeiro concurso oficial das Escolas de Samba do Rio de Janeiro, organizado em 1932 pelo jornal Mundo Sportivo. As cores da agremiação eram vermelho e branco, em homenagem ao bloco A União Faz a Força, que era liderado pelo sambista Mano Rubem, também no Estácio, e que deixou de existir com a morte deste em 1927, e ao America Football Club, cuja sede fica próxima ao bairro.

## História
Fundada em 12 de agosto de 1928, na Rua do Estácio, nº 27 (esquina com Rua Maia de Lacerda), na casa de Chystalino, sargento da polícia e pai do sambista Biju, a escola tinha entre seus grandes nomes o sambista Ismael Silva, que foi quem lhe batizou.
Nas imediações da sede da escola, no Largo do Estácio, funcionava a Escola Normal, daí, segundo Ismael, veio a analogia criada por ele, pois sua agremiação formaria professores de samba. Esta versão, entretanto, é contestada por pesquisadores contemporâneos que detectaram a utilização do termo "escola de samba" em data anterior a 1928.[carece de fontes?]
Entre os sambistas fundadores da Deixa Falar, havia dois projetos; o de Oswaldo da Papoula, seu presidente, que era o de criar um rancho; e o de Ismael Silva, de criar um bloco inovador, que excluiria quase todos os elementos estruturais dos ranchos. Ismael era contra enredo, evoluções, destaques e bailados estranhos ao samba. Apesar das divergências, ambos colaboraram para o crescimento do grupo, que, entre os grupos carnavalescos da cidade da época, era um dos mais famosos a ter por base o samba.
Em 1929, o "pai-de-santo" Zé Espinguela organizou o primeiro concurso de sambas conhecido. Realizado em sua própria casa, na Rua Adolpho Bergamini — onde hoje está a escola de samba Arranco — no Engenho de Dentro. Este encontro, nos tempos em que o samba ainda era marginalizado, tinha por objetivo escolher o melhor grupo de sambistas da cidade. Três grupos de sambistas - ou seja, as "escolas de samba" - se apresentaram: o Conjunto Oswaldo Cruz, o Bloco Carnavalesco Estação Primeira, e a Deixa Falar, que acabou desclassificada por apresentar instrumentos de sopro.
Ainda em 1929, Bide, sambista da escola, participou da gravação de "Na Pavuna", a primeira gravação em disco em que foram usados os instrumentos típicos das escolas de samba - sem banda ou orquestra para fazer a base - usando a marcação típica de escola de samba. Foram membros do Deixa Falar que introduziram ao samba a cuíca e que inventaram o surdo.
Nos anos seguintes, 1930 e 1931, tal concurso não se repetiu, porém o samba moderno foi se espalhando pela cidade, e muitos blocos passaram a adotar a denominação "escola de samba", assimilando alguns elementos propostos pela Deixa Falar. 
No de 1931, a Deixa Falar desfilou entre os ranchos, no concurso organizado pelo Jornal do Brasil, apenas como experiência, com o enredo "O Paraíso de Dante", e teve boa avaliação do jornal.
Em 1932 o jornal Mundo Sportivo organiza o primeiro desfile de escolas de samba, porém nesse ano a Deixa Falar novamente se inscreve no desfile oficial dos ranchos. Já desfilando como concorrente com o enredo "A Primavera e a Revolução de Outubro", não obtém sequer classificação, segundo a comissão julgadora, o Deixa Falar se apresentou "simples e sem maiores pretensões".
Após o Carnaval de 1932, surgiram conflitos internos devido a divergências sobre os gastos da subvenção oferecida pela prefeitura para aquele desfile, inclusive com acusações de corrupção feitas pelo presidente da agremiação a um de seus diretores.
No dia 29 de março de 1933 ocorre o fim da Deixa Falar, que se funde ao bloco União das Cores, formando o União do Estácio de Sá. Osvaldo da Papoula, após isso, foi para o Recreio das Flores, da Saúde, e Ismael Silva até o fim de sua vida jamais se associou a outra agremiação carnavalesca.

## Homenagens
Em 1980 a escola de samba Estácio de Sá, ainda com o nome de Unidos de São Carlos desfilou no grupo principal com o enredo "Deixa Falar", em homenagem à escola pioneira. Em 2010 a mesma escola de samba desfilou no grupo de acesso com o enredo "Deixa Falar, a Estácio é isso aí. Eu visto esse manto e vou por aí". 
A partir desse ano a Estácio passou a usar a data de fundação da Deixa Falar como sua — porém ainda com um ano de antecedência —, uma vez que a agremiação se considera sucessora da Deixa Falar, e por isso se proclama "berço do samba".